# IC 2583
IC 2583 је елиптична галаксија у сазвјежђу Лав која се налази на листи објеката дубоког неба у Индекс каталогу.
Деклинација објекта је + 26° 3' 17" а ректасцензија 10h 31m 10,5s. Привидна величина (магнитуда) објекта IC 2583 износи 14,7 а фотографска магнитуда 15,7. IC 2583 је још познат и под ознакама MCG 4-25-27, CGCG 124-32, ARAK 247, PGC 31033.